# Keisuke Ōsako
Keisuke Ōsako (jap. 大迫 敬介 Ōsako Keisuke; ur. 28 lipca 1999 w Izumim) – japoński piłkarz występujący na pozycji bramkarza w japońskim klubie Sanfrecce Hiroszima, którego jest wychowankiem. Młodzieżowy i seniorski reprezentant Japonii. Członek reprezentacji powołanej na IO w Tokio, jednak na turnieju nie rozegrał ani jednego spotkania i pełnił rolę rezerwowego bramkarza.